# Міст (автомобіль)

Ведучі мости: а — роз'ємний; б — нероз'ємний штамповано-зварний; в — нероз'ємний литий

Міст — конструктивний елемент автомобіля, що з'єднує між собою колеса однієї осі. Може бути агрегатом трансмісії (наприклад, ведучий міст з головною передачею, диференціалом та півосями) чи компонентом підвіски коліс.

## Загальний огляд
Мости автомобіля слугують для підтримання рами та кузова, передачі від них на колеса вертикального навантаження, а також для передачі від коліс на раму (кузов) штовхальних, гальмівних та бокових зусиль.
Залежно від типу встановлюваних коліс мости бувають ведучі, керовані, комбіновані (ведучі та керовані одночасно) й підтримувальні.
Ведучий міст являє собою жорстку пустотілу балку, на кінцях котрої на вальницях встановлені маточини ведучих коліс, а всередині розміщені головна передача, диференціал та півосі. За конструкцією балки ведучі мости бувають роз'ємні (розрізні) та нероз'ємні (суцільні), а за способом виготовлення балки — штамповано-зварні та литі.
Картер роз'ємного ведучого моста (див. малюнок) зазвичай відливають з ковкого чавуну, й він складається з двох з'єднаних між собою частин 2 і 3, з роз'ємом у поздовжній вертикальній площині. Обидві частини картера мають горловини, у які запресовані та закріплені сталеві трубчаті кожухи півосей 1. До них приварені опорні площини ресор 4 та фланці 5 для кріплення опорних дисків колісних гальмівних механізмів. Роз'ємні ведучі мости застосовуються на легкових автомобілях, вантажних автомобілях малої та середньої вантажності.
Картер нероз'ємного штамповано-зварного моста виконується у вигляді суцільної балки з розвинутою центральною частиною кільцевої форми. Балка 9 має трубчастий переріз та складається з двох штампованих сталевих половин, зварених у поздовжній площині. Середня частина балки моста призначена для кріплення з однієї сторони картера головної передачі й диференціала, з іншої для встановлення кришки. До балки моста приварені опорні чашки пружин підвіски 7, фланці для кріплення опорних дисків 6 гальмівних механізмів та кронштейни 8 кріплення деталей підвіски. Нероз'ємні штамповано-зварні ведучі мости поширені на легковиках та вантажівках малої та середньої вантажності. Ці мости при необхідній міцності та жорсткості в порівнянні з литими нероз'ємними мостами мають меншу масу й меншу вартість виготовлення.
Нероз'ємний литий ведучий міст виготовляють з ковкого чавуну або сталі. Балка моста має прямокутний переріз. У півосьові рукава 13 запресовуються труби 11 з легованої сталі, на кінцях котрих встановлюються маточини коліс. Фланці 12 призначені для кріплення опорних дисків гальм. Нероз'ємні литі ведучі мости отримали застосування на вантажних автомобілях великої вантажності. Такі мости відрізняються значною жорсткістю та міцністю, однак мають велику масу та габарити.
Нероз'ємні ведучі мости зручніші в обслуговуванні за роз'ємні, оскільки для доступу до головної передачі та диференціалу не потрібно знімати міст з автомобіля.

Передній міст ЗИЛ-130: 1, 8 — втулки шворня; 2 — регулювальні прокладки; 3 — клиновий болт; 4 — балка моста; 5 — поперечна кермова тяга; 6, 7 — шайби опорної вальниці; 9 — поворотна цапфа; 10 — маточина колеса; 11 — регулювальна гайка; 12 — контргайка; 13 — замкова шайба; 14 — сальник; 15 — гальмовий барабан; 16 — шворінь; 17 — поздовжня кермова тяга; 18 — поворотний важіль

Керований міст являє собою балку з встановленими по обох кінцях поворотними цапфами. Балка сталева, кована, має зазвичай двотавровий переріз. Середня частина балки вигнута вниз, що дозволяє більш низько розмістити двигун. Шворінь закріплений нерухомо у бобишці балки клиновим болтом. Поворотна цапфа встановлена на шворні на бронзових втулках, запресованих в отвори її вух. Поворотні важелі встановлені у конічні отвори вух цапфи та закріплені гайками. Між балкою моста та поворотною цапфою встановлена опорна вальниця. Вона складається з двох шайб, нижня з котрих нерухомо сидить у розточці та повертається разом із цапфою. Осьовий зазор між поворотною цапфою та балкою регулюють прокладками. До поворотної цапфи болтами прикріплений опорний диск колісного гальмового механізму. На цапфі на двох конічних роликових вальницях встановлена маточина переднього колеса. Вальниці маточини закріплені гайкою, котра фіксується замковим кільцем, шайбою та контргайкою. Гайкою також регулюється момент затягування вальниць під час експлуатації.
Комбінований міст виконує функції ведучого та керованого мостів. До півосьового кожуха комбінованого моста прикріплюють кульову опору, на котрій наявні шворневі пальці. На останніх встановлюють поворотні кулаки (цапфи). Всередині кульових опор та поворотних кулаків знаходиться карданний шарнір (рівних кутових швидкостей), через який здійснюється привод на ведучі та керовані колеса.
Підтримувальний міст призначений тільки для передачі вертикального навантаження від рами до коліс автомобіля. Він являє собою балку, по кінцях якої на підшипниках змонтовані підтримувальні колеса. Такі мости застосовують на причепах та напівпричепах, а також на передньоприводних легкових автомобілях.

### Півосі

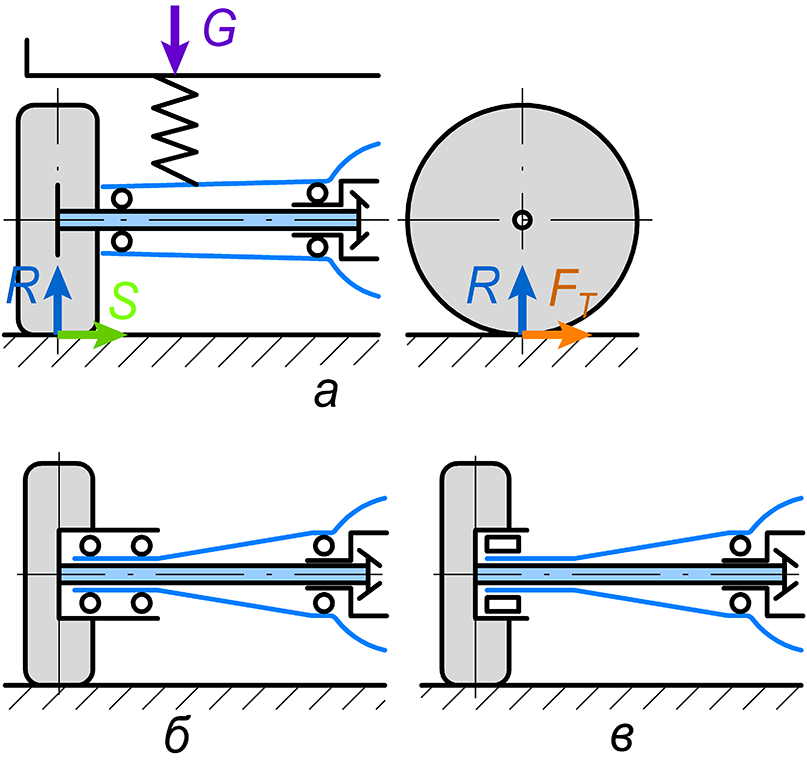
Схеми півосей (частин моста):
а — напіврозвантажена; б — розвантажена; в — на 3/4 розвантажена

Обертовий момент від диференціала до ведучих коліс передається валами, які називають півосями. Крім обертового моменту, півосі можуть навантажуватися згинальними моментами. На ведуче колесо автомобіля діють: реакція дороги R від ваги G, що припадає на колесо, сила тяги Fт (при гальмуванні гальмівна сила); бокова сила S, що виникає при повороті, заносі, поперечному нахилі опорної поверхні, дії бокового вітру тощо. Усі ці сили можуть створювати згинальні моменти, що передаються на піввісь. Залежно від характеру встановлення півосей у картері моста вони можуть бути повністю чи частково розвантажені від згинальних моментів, що виникають під дією наведених сил. Якщо піввісь безпосередньо опирається на підшипник, встановлений у балці заднього моста, то вона сприймає згинальні моменти від перелічених сил та, крім того, передає обертовий момент на ведуче колесо. Півосі такого типу називають напіврозвантаженими. Напіврозвантажені півосі застосовують у задніх мостах усіх легкових автомобілів та вантажних автомобілів малої вантажності.
При розвантаженій півосі маточина колеса встановлюється на балці моста на двох підшипниках. У результаті усі згинальні моменти від сил Fт, R та S передаються від колеса безпосередньо на балку моста. Піввісь передає тільки обертовий момент. Розвантажені півосі застосовують у ведучих мостах автобусів та вантажних автомобілів середньої та великої вантажності. При півосях, розвантажених на три четверті, моменти від сил Fт, R та S у більшій мірі передаються балці моста через підшипник і лише частково сприймаються піввіссю. Такі півосі застосовують обмежено у ведучих мостах легкових автомобілів та вантажних автомобілів малої вантажності.
Півосі виготовляють з легованих сталей (наприклад, 40Х, 40ХНМ, 40НГТР, 30 ГСА чи вуглецевих 35, 40) та піддають термообробці (нормалізації, гартуванню в оливі, відпуску).
Конструктивно їх ділять на фланцеві та безфланцеві. У обидвох варіантів внутрішній кінець півосі має шліци, якими він з'єднується з півосьовою шестернею диференціала. У фланцевої, відповідно, зовнішній кінець має фланець, яким піввісь з'єднується з маточиною (розвантажена) чи колесом (напіврозвантажена). Безфланцева півісь обидва кінці має шліцевими. До цих шліців може кріпитись сонячна шестерня колісної передачі (подвійна рознесена головна передача).
У приводі передніх керованих та ведучих коліс до карданного шарніра рівних кутових швидкостей обертовий момент підводиться від диференціала внутрішньою піввіссю. Зовнішня піввісь має фланець, від котрого момент передається на маточину колеса. Маточина колеса встановлена на поворотній цапфі з допомогою двох конічних кулькових підшипників, що передають на цапфу всі згинальні моменти від наведених вище сил. Півосі навантажені тільки обертовим моментом.